# Abstoma purpureum
Abstoma purpureum är en svampart som först beskrevs av Lloyd, och fick sitt nu gällande namn av Gordon Herriot Cunningham 1926. Abstoma purpureum ingår i släktet Abstoma och familjen Agaricaceae.   Inga underarter finns listade i Catalogue of Life.